# Álvaro Fernandes
Álvaro Fernandes (conegut també com a António Fernandes) va ser un explorador i navegant portuguès del segle xv, el primer europeu conegut que va aconseguir arribar a Guinea Bissau, el 1446.
Va ser criat a la casa de l'Infant D. Henrique, i essent encara jove va tenir un important paper en el descobriment de Guinea. Era el nebot de João Gonçalves Zarco, que havia redescobert l'Arxipèlag de Madeira al servei de l'Infant D. Henrique (1418-20), arribant a ser després governador de Madeira i comandant de Funchal. Quan el 1445 va partir una expedició cap a l'Àfrica Occidental, el seu oncle li va confiar una caravel·la en molt bon estat, amb el manament particular que es dediqués al descobriment, l'activitat més preada pel príncep Henrique, tan constantment frustrada.
Com a pioner, Fernandes va superar tots els servidors del príncep en aquell moment. Després de visitar la desembocadura del riu Senegal, doblant el cap Verd i detenint-se a Gorée, va continuar fins al cap dels Mestres, en algun lloc entre el cap Verd i el riu Gàmbia, el punt més austral assolit fins llavors. El 1446 va tornar i va avançar costejant molt més fins a una badia localitzada a 110 llegües marítimes (entre 4,5 i 6,1 km depenent del marí de l'època) al SSE del cap Verd, potser en les proximitats de Conakry i de les illes de Los, una mica abans de Sierra Leone. Aquesta fita no seria superada fins a 1461, quan fou albirada i anomenada Sierra Leone. Una lesió, causada per una sageta enverinada, va obligar Fernandes a tornar a Portugal, on va ser rebut amb honors i premis per l'Infant D. Henrique i per Pere de Portugal, regent del regne i germà del D. Henrique.
Vegeu Gomes Eanes de Azurara Chronica de . - - Guine, caps. LXXV., LXXXVII.; João de Barros, Àsia, Dècada I, Llibre. I. cap. XIII. XIV.